# AVN Award for Best Male Newcomer
L'AVN Award for Best Male Newcomer è un premio pornografico assegnato all'attore emergente votato come migliore dalla AVN, l'ente che assegna gli AVN Awards, riconosciuti come i migliori premi del settore.
Come per gli altri premi, viene assegnato nel corso di una cerimonia che si svolge a Las Vegas, solitamente nel mese di gennaio, dal 2003.

## Vincitori e candidati

### Anni 2000
| Anno            | 2003                                                                | 2004                                                                       | 2005                                                                                        | 2006                                                       | 2007                                      | 2008                                                                           | 2009 |
| --------------- | ------------------------------------------------------------------- | -------------------------------------------------------------------------- | ------------------------------------------------------------------------------------------- | ---------------------------------------------------------- | ----------------------------------------- | ------------------------------------------------------------------------------ | --- |
| Vincitore       | Nick Manning                                                        | Ben English                                                                | Tommy Gunn                                                                                  | Scott Nails                                                | Tommy Pistol                              | Alan Stafford                                                                  | Anthony Rosano |
| Altri candidati | Manuel Ferrara Anton Michael Nikko Night Brian Pumper Justin Slayer | Barrett Blade Anthony Hardwood Tyler Knight Kurt Lockwood Dick Smothers Jr | Otto Bauer Max Black Boz Ben Bratt Dick Delaware Jack Lawrence Sascha Tony T. Jean Val Jean | Christian James Deen Shane Diesel Trick Dixxon Kris Knight | Jean Baptiste Jenner Jerry Derrick Pierce | Jordan Ash Mikey Butders Charles Dera Alex Gonz J-Mac Shorty Mac Justice Young | Jarod Diamond D-Snoop Chris Johnson Danny Mountain Rocco Reed Johnny Sins J Strokes Keni Styles Eric Swiss CJ Wright Prince Yahshua |

### Anni 2010
| Anno            | 2010                                                  | 2011 | 2012                                                               | 2013                               | 2014 | 2015                                                                               | 2016 | 2017 | 2018 | 2019 |
| --------------- | ----------------------------------------------------- | --- | ------------------------------------------------------------------ | ---------------------------------- | --- | ---------------------------------------------------------------------------------- | --- | --- | --- | --- |
| Vincitore       | Dane Cross                                            | Seth Gamble | Xander Corvus                                                      | Logan Pierce                       | Ike Diezel | Rob Piper                                                                          | Brad Knight                                                                                               | Ricky Johnson | Juan El Caballo Loco | Jason Luv |
| Altri candidati | Bill Bailey Ralph Long Brian Street Team Aaron Wilcox | Flash Brown Levi Cash Chad Diamond Ryan Driller Sonny Hicks Patrick Knight Marco Rivera Jonny Slim Lucas Stone Michael Vegas | Giovanni Francesco Ryan McLane Brendon Miller Richie Bruce Venture | Tyler Nixon Romeo Price Brad Tyler | Clover Chris Cock Small Hands Moe Johnson Jovan Jordan Tony Martinez Bradley Remington Cody Sky Chad White Wrexxx Van Wylde | Flynt Dominick Jared Grey Jake Jace Gavin Kane Isiah Maxwell Tyler Page Jay Smooth | Axel Aces Damon Dice Robby Echo Alex Legend Codi Lewis Darwin Slimpoke Stallion T. Stone Michael Williams | JD Bella Rob Carpenter Lucas Frost Bryan Gozzling Buddy Hollywood Rion King Mike Mancini Jordi el Niño Polla Donnie Rock | Jake Adams Nathan Bronson Alex D. Dorian Del Isla Dredd Derrick Ferrari Logan Long Wrex Oliver Jay Savage Jax Slayher Codey Steele | Indiana Bones Cash Boss Stirling Cooper Lil D Dustin Daring Oliver Flynn Johnny Goodluck Quinton James Connor Kennedy Brad Newman Sam Shock Louie Smalls Brad Sterling Zac Wild |

### Anni 2020
| Anno            | 2020 | 2021                                                                                                 | 2022 | 2023 | 2024 | 2025 |
| --------------- | --- | --- | --- | --- | --- | --- |
| Vincitore       | Will Pounder | Alex Mack                                                                                            | Anton Harden | Lucky Fate | Hollywood Cash                                                                                                  | Chocolate Gold                                                                                                   |
| Altri candidati | Billy Boston Rod Jackson Alex Jett Johnny the Kid Jason Moody Pressure Duncan Saint Ricky Spanish Michael Swayze | Brickzilla Sly Diggler Calvin Hardy Scotty P. Chris Rail Jon Rogue Jay Romero Mazee the Goat Big Tre | James Angel Tyler Cruise Damion Dayski Troy Francisco David Lee Berry McKockiner Jimmy Michaels Anthony Pierce Jack Rippher | Shawn Alff Apollo Banks Oliver Faze Rico Hernandez Lawson Jones Joshua Lewis Nade Nasty Diego Perez Air Thugger | Parker Ambrose Elias Cash Dan Damage Max Fills Peter Fitzwell GI Joey Jonh Legendary Matthew Meier Nick Strokes | Dave Candle Alex Charger Ken Feels Kai Jaxon Jodie Johnson Rocket Powers Ethan Seeks Parker Sims Sheem The Dream |